# فيديريكو مونيراتي
فيديريكو مونيراتي (بالإيطالية: Federico Munerati)‏ هو لاعب ومدرب كرة قدم إيطالي سابق، ولد في مدينة لا سبيتسيا الإيطالية يوم 20 سبتمبر 1901 و توفي في 1980 في كيافاري.
يعتبر أحد رموز نادي يوفنتوس الإيطالي والذي لعب له من 1922 إلى 1933 كما دربه بين 1940 و1942.

## روابط خارجية
- فيديريكو مونيراتي على موقع قاعدة بيانات كرة القدم.إي يو (الإنجليزية)
- فيديريكو مونيراتي على موقع ناشيونال فوتبول تيمز (الإنجليزية)
- فيديريكو مونيراتي على موقع عالم كرة القدم.نت (الإنجليزية)